# インディペンデンス駅
インディペンデンス駅（英語：Independence Station）はミズーリ州インディペンデンス サウス・グランド・アヴェニュー600にある駅。全米各地を結ぶ旅客鉄道のアムトラックが乗り入れている。

## 概要
当駅は1913年に使用が開始された。1953年にトルーマンが大統領の任期を終えインディペンデンスに戻ってきたとき当駅で支持者が出迎えた。当駅は、「トルーマン・デポ」として知られている。

## 利用可能な鉄道路線／列車
アムトラックのインディペンデンス駅に発着する列車は下記の通り。
カンザスシティとセントルイス間の昼行中距離列車ミズーリ・リバー・ランナー号…1日2往復停車